# Antoine Védrenne
Antoine Védrenne (* 17. September 1878 in Castillon-la-Bataille; † 13. Januar 1937 ebenda) war ein französischer Ruderer.

## Biografie
Antoine Védrenne, der zweifacher Europameister war, trat bei den Olympischen Sommerspielen 1900 in Paris in der Regatta im Zweier mit Steuermann an. Dort gewann er mit Carlos Deltour und Steuermann Paoli die Bronzemedaille.